# Opuntia cochenillifera

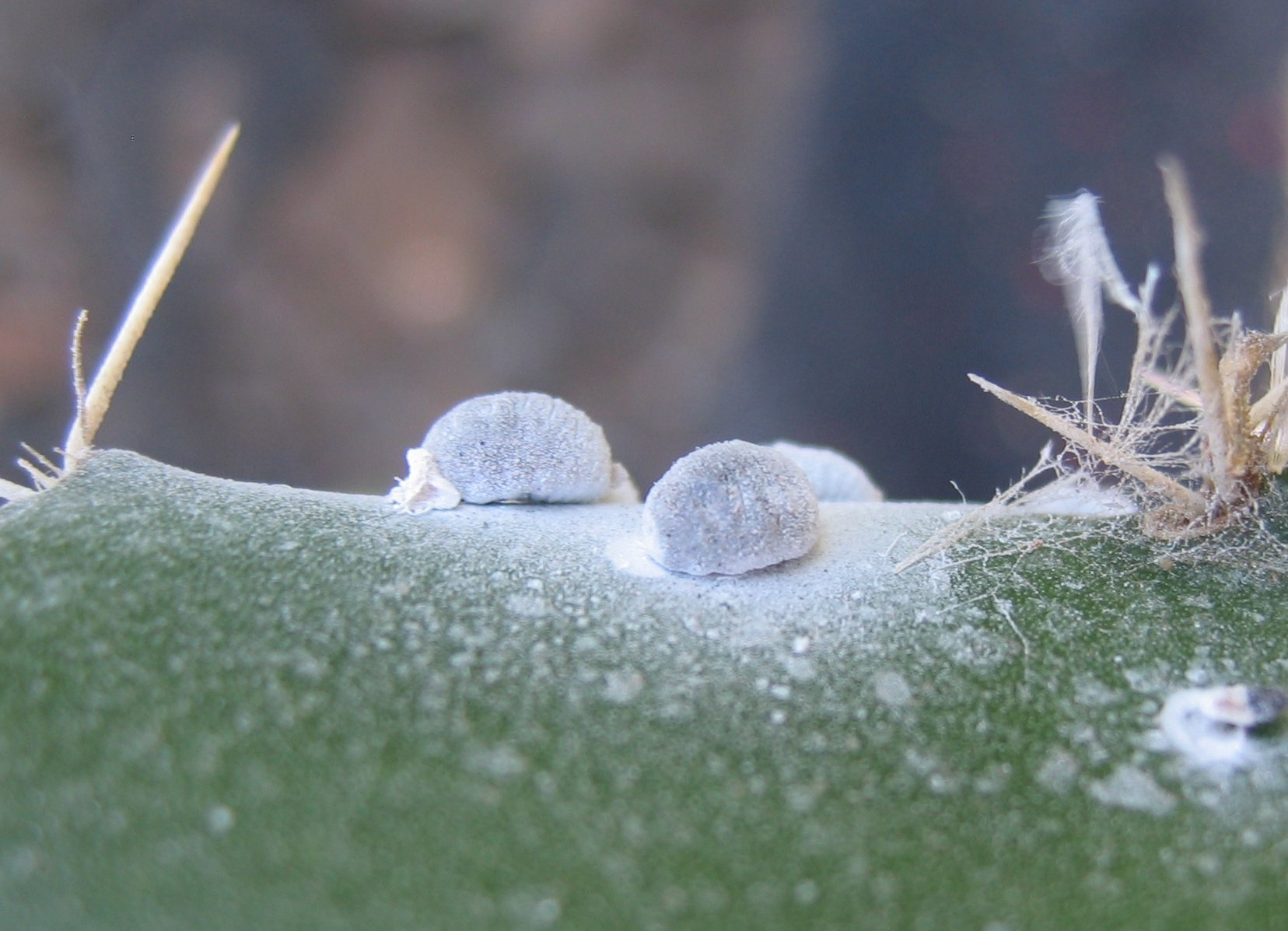
Cochenillenschildläuse

Opuntia cochenillifera ist eine Pflanzenart in der Gattung der Opuntien (Opuntia) aus der Familie der Kakteengewächse (Cactaceae). Das Artepitheton cochenillifera leitet sich vom französischen Wort cochenille für ‚Cochenillelaus‘ sowie dem lateinischen Wort -fer für ‚-tragend‘ ab.

## Beschreibung
Opuntia cochenillifera wächst baumförmig mit mehreren aufsteigenden Ästen und Stämmen von bis zu 20 Zentimetern. Sie kann Wuchshöhen zwischen 3 und 4 Metern erreichen. Die umgekehrt-eiförmigen, grünen Triebabschnitte sind bis zu 25 Zentimeter lang. Die kleinen, pfriemlichen Laubblätter fallen zeitig ab. Die wolligen Areolen sind weit voneinander entfernt. Sie tragen kleine, gelbe Glochiden und keine Dornen.
Die engen Blüten sind rosenfarben und erreichen eine Länge von bis zu 5,5 Zentimetern. Ihr Perikarpell ist mit zahlreichen Glochiden besetzt. Die bis zu 5 Zentimeter langen Früchte sind rot.

## Verbreitung, Systematik und Gefährdung
Opuntia cochenillifera stammt ursprünglich wahrscheinlich aus Mexiko, ist aber heute in den wärmeren Gebieten der ganzen Welt verbreitet.
Die Erstbeschreibung als Cactus cochenillifer erfolgte 1753 in Species Plantarum durch Carl von Linné. Philip Miller stellte die Art 1768 in die von ihm aufgestellten Gattung Opuntia. Ein weiteres nomenklatorisches Synonym ist Nopalea cochenillifera (L.) Salm-Dyck.
In der Roten Liste gefährdeter Arten der IUCN wird die Art als „Data Deficient (DD)“, d. h. mit keinen ausreichenden Daten geführt. Die zukünftige Entwicklung der Populationen ist unbekannt.

## Verwendung
Opuntia cochenillifera ist eine der wichtigsten Wirtspflanzen für die weiblichen Cochenilleschildläuse (insbesondere Dactylopius coccus), aus denen der Farbstoff Karmin hergestellt wird. Um 1 Kilogramm Karminpulver zu erzeugen sind 140.000 Insekten notwendig.
In Mexiko und Mittelamerika wird Opuntia cochenillifera als Antipilzmittel angewendet. Aus ihrem Holz wurden Möbel hergestellt.

## Nachweise